# Чишма (Султанмуратовська сільська рада)
Чишма́ (рос. Чишма, башк. Шишмә) — присілок у складі Аургазинського району Башкортостану, Росія. Входить до складу Султанмуратовської сільської ради.
Населення — 96 осіб (2010; 99 в 2002).
Національний склад:
- татари — 77%